# Виджая (царевич)
Виджая (санскр. Vijaya = «победа»; правил ок. 543—505 до н. э.) — первый арийский завоеватель и правитель острова Шри-Ланка. Его потомки правили островом, называемым тогда Сингала, в течение нескольких столетий, образовав монархический род Виджая.

## История
По историческим преданиям (шри-ланкийские хроники-поэмы «Дипавамса» III—IV века и «Махавамса» VI века), Виджая был сын Синхабаху (Сингабагу; Sinhabâhu = «львиная рука»), царя в области Ляля (Лала, Lâla — одна из территорий области Магадха), который имел львиные руки и ноги, так как родился у дочери одного бенгальского царя от похитившего её льва.
От брака Сингабагу с его сестрой Сингавали (Sinhâvalî), говорит «Дипавамса», родились близнецы. Старшего сына назвали Виджая, младшего — Сумитта. Виджая своими буйными и жестокими поступками восстановил против себя своих соотечественников.
Жители столицы царства — Синхапура («львиный город») — требовали от царя Синхабаху, чтобы он умертвил буйного сына, но царь посадил Виджаю, вместе с сотней провожатых (сыновей придворных) на корабль и предоставил его на волю стихии. После разных приключений Виджая достиг Цейлона. Местная хроника связывает день высадки Виджаи на остров с тем днем, когда Будда достиг Нирваны, и подробно передаёт дальнейшую судьбу Виджаи и завоевание им острова.

## Критика
Как показывает уже само имя этого мифического героя (Vijaya = «победа», «непобедимый»), в рассказанной легенде нужно видеть отголосок отдалённых преданий о временах постепенного завоевания Цейлона арийцами, пришедшими с севера.